# Curasan
Die Curasan AG (Eigenschreibweise curasan AG) mit Sitz in Kleinostheim ist ein deutscher Anbieter von Medizinprodukten. Das Unternehmen entwickelt, produziert und vertreibt heute Produkte zur regenerativen Knochenheilung (Knochenersatzmaterial) nach  muskuloskeletalen und dentalen Defekten, Arthrose-Therapie und Blutstillung im Dental- und Orthopädiebereich.

## Geschichte
Das Unternehmen wurde am 19. August 1988 als curasan Pharma GmbH gegründet. Am 20. Juli 2000 erfolgte die Umfirmierung in Curasan AG und der Börsengang am Neuen Markt der Frankfurter Wertpapierbörse. Die Aktie wurde zunächst im General Standard gehandelt und war im CDAX enthalten.
Am 23. Februar  2020 gab die Geschäftsleitung bekannt, beim Amtsgericht Aschaffenburg wegen Überschuldung einen Insolvenzantrag zu stellen. Durch Beschluss des Amtsgerichts wurde am 1. Juni 2020 das Insolvenzverfahren über das Vermögen der Gesellschaft eröffnet. Mit Wirkung zum 23. September 2020 wurde das Insolvenzverfahren aufgehoben. Die Gläubiger erhielten rund 30 Prozent ihrer Forderungen, das Kapital der Aktionäre wurde auf Null herabgesetzt und die Aktie von der Börse genommen. Die Curasan AG ist seitdem im Alleineigentum der DONAU INVEST Beteiligungs-Ges. m.b.H. aus  Wien. Im Zuge des Eigentümerwechsel leitet seit Januar 2021 Dirk Dembski die Geschäfte als Vorstandsvorsitzender (CEO) während Alexander Baretta den Vorsitz des Aufsichtsrates übernommen hat.